# Есим, Гарифолла Кабдыжаппарович
Гарифолла́ Еси́м (Гарифолла́ Кабдыжаппа́рович Еси́мов) (каз. Ғарифолла Есім; род. 15 апреля 1947 или 1947, Лебяжье, Павлодарская область) — советский и казахстанский религиовед и философ, специалист в области истории казахской философии, абаевед, государственный деятель. Доктор философских наук, профессор, академик НАН РК. Депутат Сената Парламента Республики Казахстан IV и V созывов, член Комитета по социально-культурному развитию.

## Биография
Родился 15 апреля 1947 года в селе Лебяжье Лебяжинского района Павлодарской области. По национальности — казах. Происходит из рода уак. Отец — Есимов Кабдыжаппар (1911—1992). Мать — Есимова Бижамал (1916—1981).
В 1970 году окончил филологический факультет Семипалатинского педагогического института имени Н. К. Крупской по специальности «Филология».
В 1970-1974 годах ассистент, преподаватель кафедры философии Семипалатинского педагогического института имени Н. К. Крупской.
С 1972 года — стажер-исследователь Московского государственного педагогического института имени В. И. Ленина.
В 1977 году окончил аспирантуру философско-экономического факультета Казахского государственного университета имени С. М. Кирова.
С 1977 года — декан художественно-графического факультета, с 1982 года — заведующий кафедрой философии Семипалатинского педагогического института имени Н. К. Крупской.
В 1978 году защитил диссертацию на соискание учёной степени кандидата философских наук.
С 1989 года — старший научный сотрудник Института философии и права Академии наук КазССР, консультант ЦК КП Казахстана.
С 1992 года — декан факультета изобразительного и прикладного искусства Алматинского государственного университета имени Абая.
В 1994 году защитил диссертацию на соискание учёной степени доктор философских наук по теме «Проблема Бога и человека в мировоззрении человека».
С 1995 года — член-корреспондент Национальной академии наук Республики Казахстан.
·
С 1996 года — академик Академии социальных наук Республики Казахстан.
С 1998 года — заведующий кафедрой философии и методологии наук Алматинского государственного университета имени Абая.
С 2001 года — декан факультета философии и политологии Казахского национального университета имени аль-Фараби.
С 2003 года — академик Национальной академии наук Республики Казахстан.
С 28 августа 2007 года по настоящее время — депутат Сената Парламента Республики Казахстан, с сентября 2007 года — член Комитета по социально-культурному развитию.
Профессор и заведующий кафедрой философии Евразийского национального университета имени Л. Н. Гумилёва.
Автор более 100 публикаций, посвященных истории казахской философии, теории и истории культуры;
Научный редактор «Вестника КазНУ имени аль-Фараби»; главный редактор редакционной коллегии журнала «Научный мир Казахстана»; член редакционных коллегий журналов «Ақиқат», «Абай», «Евразия», «Жалын», «Шәкәрім», «Туған тіл», «Мұқағали», Национальной энциклопедии «Казахстан».
Член Союза писателей Казахстана. Председатель Национального комитета платформы «Диалог Евразии» («DА») по Республики Казахстан.
Член Государственной комиссии по памятникам и монументам, сооружаемым в Республике Казахстан.
Член Президиума Комитета по надзору и аттестации в сфере образования и науки Министерства образования и науки Республики Казахстан.
Член общественного Совета по реализации программы «Культурное наследие» Министерства культуры и информации Республики Казахстан.
Член комиссии по вопросам помилования при Президенте Республики Казахстан.
Член Комиссии по дальнейшему совершенствованию государственной языковой политики (c 8 ноября 2013 года)
Хобби — чтение. Литературные пристрастия — философская проза.

## Научная деятельность
Гарифолла Есим широко известен многочисленными научными работами по вопросам философии культуры, философии политики, философской антропологии, религии, истории философии, а особенно казахская философия. Есим является крупным абаеведом, а также как исследователь творчества Шакарима Кудайбердиева и Ахмеда Яссауи. Большую научную ценность представляют исследования истории казахской философии посредством наследия Коркыта, Юсуфа Баласагуни, Махмуда Кашгари, Ахмеда Яссауи, Асан Кайгы, Доспанбета и других. Казахстанская цивилизация стала главной темой многолетних исследований Есима. Им создана особая научно-исследовательская группа, занимающаяся разработкой темы «Казахстанская цивилизация в условиях глобализации и поиска путей культурной идентификации».

## Семья
Женат. Супруга — Есимова Рымкеш Султановна, врач. Сыновья — Есимов Казбек (кандидат философских наук, сотрудник акимата), Есимов Баян (юрист, экономист); дочь — Есимова Сауле (врач).

## Награды
- 2020 (8 декабря) — Государственная премия Республики Казахстан в области литературы и искусства имени Абая за трилогию «Ғұлама-наме»[7]
- Указом президента Республики Казахстан от 29 ноября 2019 года награждён орденом «Барыс» 2 степени в Акорде из рук президента за большой вклад в развитие отечественной науки и плодотворную общественную работу (2019)[8]
- Отличник народного просвещения КазССР (1984)
- Отличник народного просвещения СССР (1988).
- Премия имени С. Садуакасова Союза журналистов Казахстана (1994),
- Премия Республиканского фонда Абая (1995)
- Премия имени Х. А. Яссауи Международного Фонда «КАТЕV» (2000).
- Знак «За заслуги в развитии науки Республики Казахстан» (2003)
- Орден «Курмет» (2006)
- Почётный гражданин Абайского района ВКО (2006)
- Лебяжинского района Павлодарской области (2007)
- Медаль «10 лет Астане» (2008)
- Медаль «20 лет независимости Республики Казахстан» (2011)
- Медаль «25 лет независимости Республики Казахстан» (2016) и др.

## Научные труды

### Монографии
- Ғарифолла Есім. Хакім Абай. Алматы, 1994.
- Ғарифолла Есім. Санадагы танбалар. Алматы, 1995.
- Ғарифолла Есім. Абай философиясы мен дуниетанымы Алматы, 1995 (соавтор)
- Ғарифолла Есім. Абай энциклопедиясы. Алматы, 1995 (соавтор)
- Есим Гарифолла. Наука совести: научное издание. — Алма-Ата: Изд-во «Раритет» Республики Казахстан, 2008. — 480 с. — ISBN 9965-770-88-3.
- Есим Гарифолла. На краю бездны. — Астана: Елорда, 2009. — 224 с.

### Статьи
- Гарифолла Есим. Об интеллектуальном ресурсе современного Казахстана // Образование через всю жизнь: Непрерывное образование для устойчивого развития: тр. междунар. сотрудничества / сост. Н. А. Лобанов; под науч. ред. Н. А. Лобанова и В. Н. Скворцова.; Ленингр. гос. ун-т им. А. С. Пушкина, НИИ соц.-экон. и пед. пробл. непрерыв. образования. — СПб.: ЛГУ имени А. С. Пушкина, 2009. — Т. 7. — С. 23—27. — 68 с. — ISBN 978-5-8290-0939-7. Архивировано 13 февраля 2015 года.
- Гарифолла Есим. Казахская философия // Вестник КазНУ Серия Философия. Культурология. Политология. — Алматы: КазНУ имени аль-Фараби, 2009. — № 2 (33). — С. 3—9. Архивировано 17 декабря 2014 года.
- Гарифолла Есим. Хаким Абай (недоступная ссылка) // Абай институты, 14.10.2013

## Проза
- Гарифолла Есим. Социализм // Журнал «Простор». — 2013. — № 5 (4). — С. 18—63. Архивировано 6 августа 2014 года.
- Гарифолла Есим. Ақ өлең — аққулы мекен. Белый стих — земля белых лебедей. На казахском и русском языках. — Алматы: Атамұра, 2012. — 224 с.

## Интервью
- Казахстанская цивилизация» – как национальная идея // Газета "Наш Мир". — -15.01.2007. Архивировано 5 марта 2016 года.
- Кенжеболат Жолдыбай. Гарифолла Есим: Поэт мечтал об этом дне, верил, что час свободы настанет // Казинформ. — 22.04.2008. Архивировано 2 августа 2014 года.
- Сабит Малдыбаев. Академик Гарифолла Есим // Казахстанская правда. — 15.12.2011. Архивировано 2 августа 2014 года. (копия (недоступная ссылка))

## Видеолекции
- Лекция Есим Гарифолла на YouTube